# أنخيل فرنانديز (مبارز بالسيف)
أنخيل فرنانديز (بالإسبانية: Ángel Fernández)‏ هو مبارز بالسيف إسباني، ولد في 22 يوليو 1961 في Huerta de Valdecarábanos ‏ في إسبانيا.

## وصلات خارجية
- أنخيل فرنانديز على موقع أوليمبيديا (الإنجليزية)